# Головко Віль Васильович
Віль Васильович Головко (24 листопада 1932 — 26 грудня 2015) — радянський та російський артист цирку, режисер, постановник циркових програм, народний артист СРСР (1990).

## Біографія
Народився 24 листопада 1932 а в місті Бар (Україна, Вінницька область).
Батько під час  війни пропав безвісти, а мати з дітьми опинилася в евакуації в Казахстані. Після війни Головко повернулися додому.
Мати влаштувала Віля в Київське суворовське військове училище, після закінчення якого він продовжив навчання в артилерійському підготовчому училищі. Майбутнім артилеристам викладали танці. Його тягло до великого мистецтва, проте в 1952, з випуску з училища, лейтенанту Головко довелося стати командувачем взводу на одній з військових баз на півночі країни. Він серйозно зайнявся спортом, багатоборством, виконав норматив першого розряду зі спортивної гімнастики і всіма правдами і неправдами домагався звільнення з армії. Після великомасштабного скорочення Збройних сил він звільнився з армії.
В 1955 приїхав вступати на режисерський факультет ВДІК на курс  С. І. Юткевича. Витримав два тури, третій не пройшов. Юткевіч порадив не втрачати рік і вступити до циркового училища, пояснивши, що кінематограф — це, як і в цирку, та ж гра, що і в театрі. Закінчив Державне училище циркового та естрадного мистецтва ім. М. Н. Румянцева (1959). Так Віль опинився на цирковій арені. Працював у Союзгосцирку, пізніше — в колективі відомого ілюзіоніста Е. Т. Кіо.
В 1972 у закінчив Російський університет театрального мистецтва за спеціальністю «режисер-постановник».
Протягом семи років Віль Головко ставив новорічні вистави на головній спортивній арені країни — в Лужниках. У 1980 році він був постановником спортивних свят на стадіоні в Лужниках в рамках XX Олімпійських ігор, а в 1984 році — Ігор доброї волі. В. В. Головко був головним режисером програми закриття московської Олімпіади за участю більше тисячі артистів.
У 1989 році В. В. Головко йде з Союзгосцирка і створює свою студію «Синтез». Працював там протягом двох років. А потім повернувся в державний цирк.
У 1995 році став лауреатом міжнародного конкурсу в Монте-Карло, володарем Гран-прі «Золотий клоун» — однієї з найбільш значущих для артистів цирку нагород.
В. В. Головко — головний режисер департаменту організації гастролей Генеральної дирекції федерального казенного підприємства Російської державної циркової компанії
Член журі Всесвітнього фестивалю циркового мистецтва. Вів курс на відділенні режисури цирку в Російському університеті театрального мистецтва.

### Сім'я
- Батько — Головко Василь Опанасович (нар. 1908).
- Мати — Творжінская Марія Іванівна (нар. 1912).
- Дружина — Гаджікурбанова Алмаз (нар. 1948).
- Діти — син Вілен Вильевич (нар. 1958), заслужений артист РФ; прийомний син Мілаєв Олександр Олександрович, артист цирку; дочка Світлана Вильевна, художник.